# Vuelo C2C3/26 de Capitol International Airways
El vuelo C2C3/26 de Capitol International Airways fue un vuelo chárter operado bajo contrato del Comando de Transporte Aéreo Militar (MAC) con un McDonnell Douglas DC-8 de la aerolínea Capitol Air (entonces conocida como Capitol International Airways). La ruta del vuelo partía desde la Base Aérea de McChord en Tacoma con destino a la bahía de Cam Ranh en Vietnam Meridional, realizando escalas en Anchorage y en la Base Aérea de Yokota en Japón. El avión se estrelló tras un intento fallido de despegue desde la pista 06R del Aeropuerto Internacional Ted Stevens Anchorage el 27 de noviembre de 1970. De las 229 personas a bordo, 47 fallecieron debido al incendio posterior al accidente y 49 resultaron heridas.
La NTSB llevó a cabo una investigación sobre el accidente y publicó su informe final el 29 de marzo de 1972. Se concluyó que la causa probable del siniestro fue el despliegue involuntario de los frenos del tren de aterrizaje, lo que redujo la aceleración de la aeronave e impidió la rotación. La causa del despliegue de los frenos fue objeto de debate, atribuyéndose a un posible fallo en el sistema hidráulico de frenos o a la activación inadvertida del freno de estacionamiento.

## Antecedentes del vuelo
La guerra de Vietnam era un conflicto en curso entre Vietnam del Norte, respaldado por el Viet Cong, y Vietnam del Sur, el cual se desarrollaba desde 1955. Vietnam del Norte contaba con el apoyo de la Unión Soviética y China, mientras que Vietnam del Sur era respaldado por una coalición liderada por los Estados Unidos, con el apoyo de Corea del Sur, Tailandia, Australia, Filipinas, Nueva Zelanda y Taiwán.
Durante la guerra, Estados Unidos desplegó un gran número de tropas en Vietnam; para enero de 1969, aproximadamente 543 400 soldados estadounidenses estaban estacionados en Vietnam del Sur. Para su transporte, el Departamento de Defensa de los Estados Unidos utilizaba aeronaves comerciales de aerolíneas civiles mediante contratos de chárter adjudicados por licitación pública.
Capitol International Airways obtuvo un contrato para transportar personal militar en nombre del Comando de Transporte Aéreo Militar, operando vuelos entre la Base Aérea de McChord, al sur de Tacoma, y la bahía de Cam Ranh. La aerolínea planeaba utilizar un McDonnell Douglas DC-8 para trasladar a 219 militares, con escalas para reabastecimiento en Anchorage y en la Base Aérea de Yokota.

## Vuelo

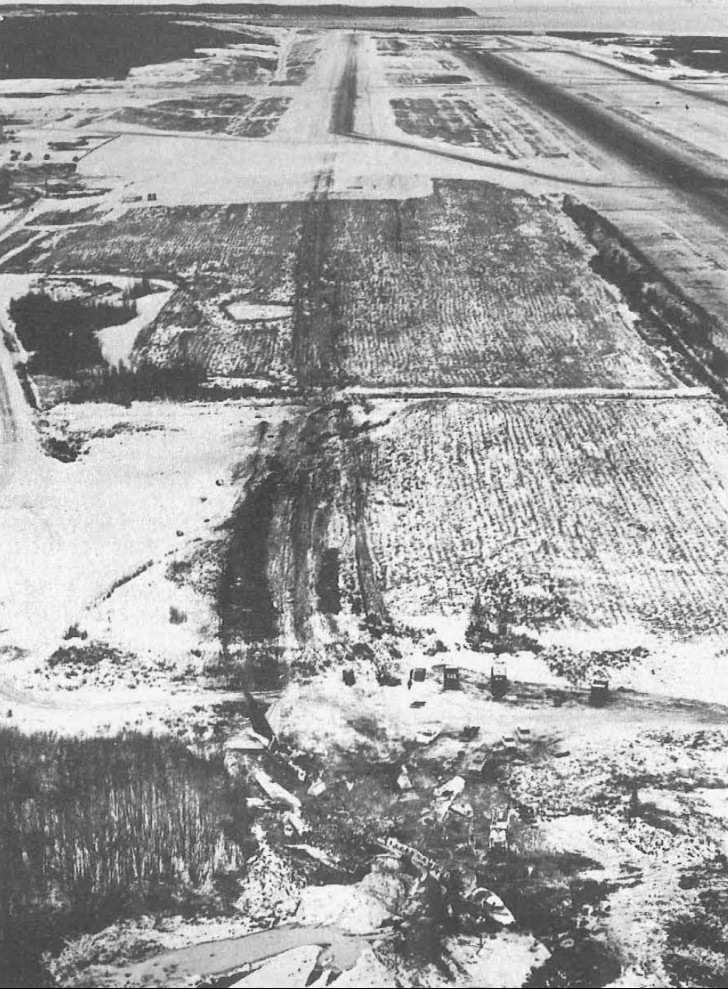
Los restos del DC-8 después de la excursión de pista

El vuelo C2C3/26 de Capitol International Airways era un vuelo chárter contratado por el Comando de Transporte Aéreo Militar (MAC) desde la Base Aérea de McChord en Tacoma hasta la bahía de Cam Ranh, en el sur de Vietnam, con escalas en Anchorage y Yokota. Estaba programado para transportar a 213 militares y 6 familiares dependientes. El vuelo despegó de la Base Aérea de McChord a las 12:04, hora estándar de Alaska, rumbo al Aeropuerto Internacional Ted Stevens. Aterrizó en Anchorage a las 15:32. Durante el trayecto, los únicos indicios de anomalías en la aeronave fueron una vibración de alta amplitud detectada por el monitor de vibraciones en vuelo (Airborne Vibration Monitor, AVM) y una lectura inestable de la relación de presión del motor (Engine Pressure Ratio, EPR) en el motor #1 (el más externo del lado izquierdo). Se realizó un mantenimiento en el motor y se confirmó que el EPR del motor uno estaba defectuoso, aunque no se encontraron otras discrepancias.El capitán también mencionó que la acción de frenado era limitada y tuvo que desplegar los inversores de empuje para detener la aeronave. Un piloto de un Boeing 727 que aterrizó en la pista 06R de Anchorage informó a la torre de control que la acción de frenado era "regular".
Antes del despegue, la aeronave fue deshielada debido a la presencia de llovizna helada ligera, según el informe meteorológico:
- 15:45 (hora local) – Nubes dispersas a 500 pies, cielo cubierto a 2500 pies, visibilidad de 5 millas, llovizna helada muy ligera, niebla, viento 060° a 9 nudos, altímetro 30.01 pulgadas.

- 17:05 – Nubes dispersas a 400 pies, cielo cubierto a 1700 pies, visibilidad de 5 millas, llovizna helada muy ligera, niebla, presión al nivel del mar 1016.1 mb, temperatura de 23 °F (-5 °C), punto de rocío de 22 °F (-5.5 °C), viento 050° a 8 nudos, altímetro 29.98 pulgadas.

El vuelo despegó a las 17:02, hora estándar de Alaska, desde la pista 06R (de 10,900 pies de largo y 150 pies de ancho). Como el EPR del motor #1 estaba defectuoso, la tripulación ajustó la presión del motor alineando las RPM, el flujo de combustible y la temperatura de gases de escape (BGT) del motor #2 con los valores de los otros tres motores. La aeronave comenzó su carrera de despegue. Al alcanzar la velocidad V1 (138 nudos), la tripulación notó una aceleración inusualmente lenta. Cuando alcanzaron la velocidad de rotación VR (153 nudos), intentaron despegar, ya que la aeronave aceleraba de manera constante. Sin embargo, el tren de aterrizaje no rotó, impidiendo que la aeronave se elevara. Dos pasajeros de la Fuerza Aérea de EE. UU. y testigos en tierra informaron que, al pasar aproximadamente entre 2000 y 3000 pies de la pista, se escucharon una serie de explosiones, posiblemente causadas por el estallido de los neumáticos del DC-8. Sin embargo, ninguno de los tripulantes recordó haber escuchado ruidos anormales relacionados con el tren de aterrizaje. La tripulación intentó detener el avión, pero no lo logró.
El vuelo de contrato impactó contra una cerca de madera a 675 pies más allá de la pista y contra un localizador de ILS a 1002 pies, dañando su ala izquierda. Un tercer impacto rompió el fuselaje y desprendió el ala derecha, lo que provocó un derrame de combustible. La aeronave se deslizó hasta detenerse en una zanja de drenaje de 12 pies de profundidad, a 3,400 pies de la pista. El incendio se originó en el ala izquierda, causando la muerte de 46 pasajeros y una azafata. La cabina y la sección trasera del fuselaje permanecieron intactas. Otros 43 pasajeros y 6 azafatas sufrieron quemaduras graves. A solo 560 pies de la pista, se encontraron fragmentos de los neumáticos del tren de aterrizaje.

## Investigación
La Junta Nacional de Seguridad del Transporte (NTSB) llevó a cabo una investigación formal, publicando su informe final y enviando dos cartas de recomendación a la Federal Aviation Administration (FAA) el 29 de marzo de 1972.El registrador de voz de cabina no pudo recuperarse, pero el registrador de datos de vuelo estaba relativamente intacto. El análisis de los datos reveló que la aeronave se mantuvo en un rumbo de 064° durante 1 minuto y 34 segundos. Luego, realizó una leve inclinación a la izquierda hasta 058°, seguida de una inclinación a la derecha hasta 062°, con un aumento de 50 nudos en la velocidad del aire.Dado el escepticismo sobre el sistema de frenos del tren de aterrizaje, la NTSB examinó varios de sus componentes, aunque la mayoría estaban severamente dañados por el fuego. Se realizó un análisis microscópico de los rodamientos de las ruedas y los conjuntos de frenos del tren de aterrizaje, pero no se encontraron anomalías.
Como se mencionó anteriormente, la tripulación informó que el despegue fue "inusualmente lento". Normalmente, un DC-8 alcanza la velocidad V1 en 39.2 segundos, recorriendo aproximadamente 4,500 pies. En el vuelo accidentado, según el registrador de datos de vuelo, tomó 60 segundos y recorrió 7700 pies.
La NTSB consultó a varias aerolíneas operadoras del DC-8 para determinar si habían experimentado fallos inusuales en el sistema de frenos del tren de aterrizaje. Aunque la mayoría no reportó problemas, algunas mencionaron bloqueos lentos o incompletos de los frenos, principalmente debido a fallas hidráulicas, mal funcionamiento de la válvula de control antideslizante o posibles bloqueos de aire en el sistema. Luego, la NTSB centró su atención en los neumáticos. Mientras el vuelo C2C3/26 esperaba autorización para despegar, se observó que el tren de aterrizaje principal izquierdo dejó rastros en la pista debido al calor de los neumáticos que derretía el hielo presente en la superficie. Esto probablemente se debió al tiempo que la aeronave pasó rodando desde la terminal hasta la pista. Sin embargo, estos rastros solo se vieron en el tren de aterrizaje principal izquierdo. En el derecho no se encontró evidencia de este efecto, lo que podría indicar una formación de hielo desigual en la pista 06R de Anchorage.
El informe final concluyó que la causa probable del accidente fue la aplicación involuntaria de fuerza de frenado en el tren de aterrizaje, lo que impidió la rotación del avión y provocó su desaceleración hasta caer en la zanja. Según el informe, el sistema de frenos fue el principal sospechoso del accidente, pero no se pudo determinar con certeza qué causó la aplicación no deseada de los frenos. Las posibles explicaciones incluyeron una falla hidráulica, un mal funcionamiento del sistema de frenos o la activación accidental del freno de estacionamiento.
La NTSB emitió dos recomendaciones a la FAA:
- Establecer e implementar procedimientos de despegue que proporcionen a la tripulación referencias de tiempo o distancia para evaluar la aceleración de la aeronave hasta la velocidad V1.

- Incorporar en los requisitos de aeronavegabilidad un sistema de seguridad para el combustible que prevenga y controle incendios y explosiones tanto en vuelo como después de un accidente.